# Nigel Winterburn
Nigel Winterburn (ur. 11 grudnia 1963 w Arley, hrabstwo Warwickshire) – angielski piłkarz występujący na pozycji lewego obrońcy, dwukrotny reprezentant kraju.
Swoją karierę rozpoczynał w Birmingham City, w którym nie zadebiutował w rozgrywkach ligowych, ale ze względu na dobrą dyspozycję w zespole młodzieżowym, otrzymał kilka powołan do kadr juniorskich reprezentacji Anglii. W wieku dziewiętnastu lat trafił do Oxford United, jednak przed sezonem 1983/84 został ściągnięty przez Dave’a Bassetta do stołecznego Wimbledonu, występującego w Third Division. Na Plough Lane dostał szansę gry w pierwszym zespole, stał się kluczowym zawodnikiem. Sam Wimbledon z roku na rok spisywał się coraz lepiej. Na początku przygody Nigela w Londynie udało się wywalczyć awans klasę wyżej (wystąpił wówczas w 41 spotkaniach ligowych). W sezonie 1984/85 beniaminek o mało nie wywalczył kolejnego awansu. Udanie spisywał się w FA Cup, gdzie dotarł aż do ćwierćfinału, jednak poniósł porażkę z Tottenhamem. Za drugim podejściem Szalony gang uplasował się na trzeciej pozycji w końcowej tabeli i awansował do First Division, najwyższej klasy rozgrywkowej w Anglii.
Dobre występy defensora w następnym sezonie, w którym Wimbledon finiszował na szóstym miejscu w ostatecznej klasyfikacji, ustępując Evertonowi, Liverpoolowi, Tottenhamowi, Arsenalowi i Norwich, sprawiły, że młodym obrońcą zainteresowało się kilka dużych klubów. Jednym z nich był Arsenal F.C. George Graham w lecie 1987 roku próbował znaleźć wartościowego zmiennika dla swojego podopiecznego, etatowego kadrowicza, Kenny’ego Sansoma i wybór padł właśnie na Winterburna, tak udanie spisującego się w barwach lokalnego rywala. Przeprowadzka wiązała się z tym, że Nigel w ciągu pierwszego roku pobytu na Highbury często zasiadał na ławce rezerwowych, jeśli już pojawiał się na płycie boiska, to przeważnie nie grał na swojej ulubionej pozycji, zastępował bowiem Viva Andersona, występującego na prawej flance. Sytuacja uległa zmianie, gdy do Newcastle odszedł Sansom. Nigel zajął jego miejsce w podstawowym składzie i w długiej historii swoich występów dla Kanonierów nie oddał go już nigdy. Był częścią drużyny szkockiego menedżera, która dwukrotnie zdobywała mistrzostwo ligi angielskiej (w roku 1989 i 1991).
Po wielkiej reformie rozgrywek i zmianie nazwy rodzimej ekstraklasy na Premier League, drużyna z Ashburton Grove w lidze przegrywała. Udało się wygrać League Cup oraz Puchar Anglii, który był jedyną przepustką do możliwości występów w europejskich pucharach. Koledzy Winterburna zajęli niską, dziesiątą lokatę, najgorszą od siedemnastu lat. Przełomem był sezon 1993/94. Nigel i jego partnerzy z drużyny w najważniejszych rozgrywkach na Wyspach Brytyjskich spisywali się o wiele lepiej, Arsenal dotarł zaś do finału Pucharu Zdobywców Pucharów, w którym po bramce Alana Smitha udało się pokonać włoską AC Parmę. Trzon drużyny obok Winterburna stanowili wówczas tacy gracze jak: Seaman, Dixon, Adams, Merson, Parlour, wspomniany Smith oraz Keown i Wright (obydwaj nie zagrali jednak w potyczce finałowej).
Był to ostatni sukces Grahama w Arsenalu. Fatalna postawa piłkarzy w Premiership oraz skandal związany z wyjściem na jaw faktu przyjęcia na boku sowitej zapłaty za podpisanie kontraktu z dwoma duńskimi piłkarzami (jednym z nich był John „Faxe” Jensen), doprowadziły do zdymisjonowania Szkota. Zastąpił go jego rodak, Stewart Houston. Zmiana na stanowisku szkoleniowca pierwszej drużyny nie zmieniła silnej pozycji Nigela w składzie. Silna ekipa z północnego Londynu powtórzyła sukces sprzed roku i znowu zagrała w finale PZP. Po zaciętym meczu i błędzie Seamana w ostatniej minucie dogrywki, Winterburn i spółka musieli uznać wyższość rywala z Hiszpanii, Realu Saragossa.
W czerwono-białej koszulce grał przez następne pięć lat. Za kadencji francuskiego menedżera, Arsene'a Wengera klub czterokrotnie kończył rozgrywki na podium, w sezonie 1997–98 sięgając po jedenasty tytuł w historii. Dwa lata później kibice The Gunners również przeżywali radosne chwile, gdyż ich ukochany klub doszedł do meczu finałowego Pucharu UEFA. Jednak po rzutach karnych zostali zwyciężeni przez Galatasaray SK. Nigel nie zagrał w tym meczu, na jego lewej flance zagrał Brazylijczyk Sylvinho.
Nigel przez trzynaście lat gry dla Arsenalu rozegrał w sumie 440 oficjalnych meczów, co stawia go na piątym miejscu pod tym względem w całej historii klubu. Highbury opuścił w wieku 36 lat i przeniósł się do innego klubu Premiership, również położonego nad Tamizą, West Hamu. Karierę zakończył właśnie na Upton Park, w 2003. Dwukrotnie zagrał w reprezentacji Anglii. Aktualnie pracuje w sztabie szkoleniowym kolegi z boiska, Paula Ince'a, w Blackburn Rovers. Zajmuje się przygotowaniem defensywnym piłkarzy Róż.